# Olympische Sommerspiele 1996/Teilnehmer (Ukraine)
| Gelbes Symbol für Goldmedaillen mit stilisierten Olympischen Ringen | Graues Symbol für Silbermedaillen mit stilisierten Olympischen Ringen | Braundes Symbol für Bronzemedaillen mit stilisierten Olympischen Ringen |
| ------------------------------------------------------------------- | --------------------------------------------------------------------- | ----------------------------------------------------------------------- |
| 9                                                                   | 2                                                                     | 12                                                                      |

Die Ukraine nahm an den Olympischen Sommerspielen 1996 in Atlanta, USA, mit einer Delegation von 231 Sportlern (146 Männer und 85 Frauen) teil.

## Medaillengewinner
Mit neun gewonnenen Gold-, zwei Silber- und zwölf Bronzemedaillen belegte das Team der Ukraine Platz 9 im Medaillenspiegel.

### Gold
| Name/n                             | Sportart                   | Wettkampf                                   |
| ---------------------------------- | -------------------------- | ------------------------------------------- |
| Wladimir Klitschko                 | Boxen                      | Superschwergewicht                          |
| Tymur Tajmasow                     | Gewichtheben               | II. Schwergewicht                           |
| Inessa Krawez                      | Leichtathletik             | Frauen, Dreisprung                          |
| Kateryna Serebrjanska              | Rhythmische Sportgymnastik | Einzel                                      |
| Wjatscheslaw Oleinik               | Ringen                     | Halbschwergewicht, griechisch-römisch       |
| Jewhen Braslawez & Ihor Matwijenko | Segeln                     | 470er                                       |
| Rustam Scharipow                   | Turnen                     | Barren                                      |
| Lilija Podkopajewa                 | Turnen                     | Frauen, Einzelmehrkampf Frauen, Bodenturnen |

### Silber
| Name/n                                                               | Sportart | Wettkampf             |
| -------------------------------------------------------------------- | -------- | --------------------- |
| Switlana Masij, Dina Miftachutdynowa, Inna Frolowa & Olena Ronschyna | Rudern   | Frauen, Doppelvierer  |
| Lilija Podkopajewa                                                   | Turnen   | Frauen, Schwebebalken |

### Bronze
| Name/n | Sportart                   | Wettkampf                          |
| --- | -------------------------- | ---------------------------------- |
| Olena Sadovnjecha | Bogenschießen              | Frauen, Einzel                     |
| Oleh Kyrjuchin | Boxen                      | Halbfliegengewicht                 |
| Oleh Kyrjuchin | Gewichtheben               | I. Schwergewicht                   |
| Oleksandr Bahatsch | Leichtathletik             | Kugelstoßen                        |
| Oleksandr Krykun | Leichtathletik             | Hammerwurf                         |
| Inha Babakowa | Leichtathletik             | Frauen, Hochsprung                 |
| Olena Witrytschenko | Rhythmische Sportgymnastik | Einzel                             |
| Elbrus Tedejew | Ringen                     | Federgewicht, Freistil             |
| Sasa Sasirow | Ringen                     | Leichtgewicht, Freistil            |
| Andrij Kalaschnykow | Ringen                     | Fliegengewicht, griechisch-römisch |
| Olena Pacholtschyk & Ruslana Taran | Segeln                     | Frauen, 470er                      |
| Jurij Jermakow, Ihor Korobtschinskyj, Oleh Kossjak, Hryhorij Missjutin, Wolodymyr Schamenko, Rustam Scharipow & Oleksandr Switlytschnyj | Turnen                     | Männer, Mannschaftsmehrkampf       |

## Teilnehmer nach Sportarten

### Badminton
- Wladislaw Druschenko
Einzel: 17. Platz
Mixed, Doppel: 17. Platz
- Wiktorija Jewtuschenko
Mixed, Doppel: 17. Platz
Frauen, Doppel: 17. Platz
- Elena Nosdran
Frauen, Einzel: 33. Platz
Frauen, Doppel: 17. Platz

### Basketball
- Frauenteam
4. Platz
- Kader
Ruslana Kyrytschenko
Wiktorija Burenko
Olena Schyrko
Maryna Tkatschenko
Ljudmyla Nasarenko
Olena Oberemko
Wiktorija Paradis
Wiktorija Leleka
Oksana Dowhaljuk
Diana Sadownykowa
Natalija Syljanowa
Olha Schljachowa

### Bogenschießen
- Stanyslaw Sabrodskyj
Einzel: 13. Platz
Mannschaft: 7. Platz
- Walerij Jewezkyj
Einzel: 31. Platz
Mannschaft: 7. Platz
- Oleksandr Jazenko
Einzel: 57. Platz
Mannschaft: 7. Platz
- Olena Sadownytscha
Frauen, Einzel: Bronze 
Frauen, Mannschaft: 5. Platz
- Lina Herassymenko
Frauen, Einzel: 23. Platz
Frauen, Mannschaft: 5. Platz
- Natalija Bilucha
Frauen, Einzel: 55. Platz
Frauen, Mannschaft: 5. Platz

### Boxen
- Oleh Kyrjuchin
Halbfliegengewicht: Bronze
- Serhij Kowhanko
Fliegengewicht: 9. Platz
- Jewhen Schestakow
Federgewicht: 17. Platz
- Serhij Dsynsyruk
Weltergewicht: 9. Platz
- Serhij Horodnitschow
Halbmittelgewicht: 9. Platz
- Rostyslaw Saulytschnyj
Halbschwergewicht: 17. Platz
- Wladimir Klitschko
Superschwergewicht: Gold

### Fechten
- Serhij Holubyzkyj
Florett, Einzel: 6. Platz
- Oleksij Bryshalow
Florett, Einzel: 31. Platz
- Wadym Hutzajt
Säbel, Einzel: 6. Platz
- Wolodymyr Kaljuschnyj
Säbel, Einzel: 24. Platz
- Wiktorija Titowa
Frauen, Degen, Einzel: 13. Platz
- Jewa Wibornowa
Frauen, Degen, Einzel: 23. Platz

### Gewichtheben
- Oleksij Chischnjak
Leichtgewicht: 15. Platz
- Oleksandr Blischchik
Leichtschwergewicht: Wettkampf nicht beendet
- Oleh Tschumak
Mittelschwergewicht: 7. Platz
- Denys Hotfrid
I. Schwergewicht: Bronze
- Stanislaw Rybaltschenko
I. Schwergewicht: 4. Platz
- Tymur Tajmasow
II. Schwergewicht: Gold
- Ihor Rasorjonow
II. Schwergewicht: Wettkampf nicht beendet

### Judo
- Karen Balajan
Halbmittelgewicht: 21. Platz
- Ruslan Mashurenko
Mittelgewicht: 13. Platz
- Tetjana Beljajewa
Frauen, Halbschwergewicht: 5. Platz

### Kanu
- Wladyslaw Tereschtschenko
Einer-Kajak, 500 Meter: Halbfinale
Einer-Kajak, 1000 Meter: Halbfinale
- Wjatscheslaw Kulida
Vierer-Kajak, 1000 Meter: Halbfinale
- Oleksij Sliwinskyj
Vierer-Kajak, 1000 Meter: Halbfinale
- Andrij Borsukow
Vierer-Kajak, 1000 Meter: Halbfinale
- Andrij Petrow
Vierer-Kajak, 1000 Meter: Halbfinale
- Michał Śliwiński
Einer-Canadier, 500 Meter: 4. Platz
- Roman Bunds
Einer-Canadier, 1000 Meter: 7. Platz
- Oleksandr Lytwynenko
Zweier-Canadier, 500 Meter: Halbfinale
Zweier-Canadier, 1000 Meter: Halbfinale
- Oleksij Ihrajew
Zweier-Canadier, 500 Meter: Halbfinale
Zweier-Canadier, 1000 Meter: Halbfinale
- Kateryna Jurtschenko
Frauen, Zweier-Kajak, 500 Meter: Halbfinale
Frauen, Vierer-Kajak, 500 Meter: Halbfinale
- Hanna Balabanowa
Frauen, Zweier-Kajak, 500 Meter: Halbfinale
Frauen, Vierer-Kajak, 500 Meter: Halbfinale
- Natalija Feklissowa
Frauen, Vierer-Kajak, 500 Meter: Halbfinale
- Tetjana Tekljan
Frauen, Vierer-Kajak, 500 Meter: Halbfinale

### Leichtathletik
- Serhij Ossowytsch
100 Meter: Viertelfinale
4 × 100 Meter: 4. Platz
- Kostjantyn Rurak
100 Meter: Viertelfinale
4 × 100 Meter: 4. Platz
- Wladyslaw Dolohodin
200 Meter: Viertelfinale
4 × 100 Meter: 4. Platz
- Andrij Bulkowskyj
1500 Meter: Vorläufe
- Pjotro Sarafynjuk
Marathon: 43. Platz
- Oleh Kramarenko
4 × 100 Meter: 4. Platz
- Witalij Popowytsch
50 Kilometer Gehen: DNF
- Wjatscheslaw Tyrtyschnik
Hochsprung: 16. Platz in der Qualifikation
- Wassyl Bubka
Stabhochsprung: In der Qualifikation ausgeschieden
- Witalij Kyrylenko
Weitsprung: 26. Platz in der Qualifikation
- Wolodymyr Krawtschenko
Dreisprung: 10. Platz
- Oleksandr Bahatsch
Kugelstoßen: Bronze
- Roman Wirastjuk
Kugelstoßen: 6. Platz
- Oleksandr Klymenko
Kugelstoßen: Finale
- Witalij Sydorow
Diskuswurf: 7. Platz
- Andrij Kochanowskyj
Diskuswurf: 28. Platz in der Qualifikation
- Oleksandr Krykun
Hammerwurf: Bronze
- Andrij Skwaruk
Hammerwurf: 4. Platz
- Witalij Kolpakow
Zehnkampf: 22. Platz
- Lew Lobodin
Zehnkampf: DNF
- Schanna Pintussewytsch
Frauen, 100 Meter: 8. Platz
Frauen, 200 Meter: Viertelfinale
- Iryna Pucha
Frauen, 100 Meter: Viertelfinale
- Wiktorija Fomenko
Frauen, 200 Meter: Viertelfinale
Frauen, 4 × 400 Meter: Vorläufe
- Jana Manuylowa
Frauen, 400 Meter: Viertelfinale
Frauen, 4 × 400 Meter: Vorläufe
- Olena Rurak
Frauen, 400 Meter: Vorläufe
- Ljubow Klotschko
Frauen, Marathon: DNF
- Natalija Hryhorjewa
Frauen, 100 Meter Hürden: Viertelfinale
- Olena Krassowska
Frauen, 100 Meter Hürden: Viertelfinale
- Nadeschda Bodrowa
Frauen, 100 Meter Hürden: Viertelfinale
- Tetjana Tereschtschuk-Antipowa
Frauen, 400 Meter Hürden: Halbfinale
- Ljudmyla Koschtschej
Frauen, 4 × 400 Meter: Vorläufe
- Olha Moros
Frauen, 4 × 400 Meter: Vorläufe
- Tetjana Rahosina
Frauen, 10 Kilometer Gehen: 30. Platz
- Inha Babakowa
Frauen, Hochsprung: Bronze
- Wita Stjopina
Frauen, Hochsprung: 19. Platz in der Qualifikation
- Olena Schechowzowa
Frauen, Weitsprung: 5. Platz
- Inessa Krawez
Frauen, Weitsprung: Kein gültiger Versuch in der Qualifikation
Frauen, Dreisprung: Gold
- Wiktorija Werschynina
Frauen, Weitsprung: Kein gültiger Versuch in der Qualifikation
- Olena Howorowa
Frauen, Dreisprung: 9. Platz
- Olena Chlussowytsch
Frauen, Dreisprung: 11. Platz
- Wita Pawlysch
Frauen, Kugelstoßen: 4. Platz
- Walentyna Fedjuschyna
Frauen, Kugelstoßen: 12. Platz
- Olena Antonowa
Frauen, Diskuswurf: 29. Platz in der Qualifikation

### Moderner Fünfkampf
- Heorhij Tschymerys
Einzel: 24. Platz

### Radsport
- Serhij Uschakow
Straßenrennen, Einzel: 14. Platz
- Andreï Tchmil
Straßenrennen, Einzel: 33. Platz
- Oleh Pankow
Straßenrennen, Einzel: 43. Platz
- Wolodymyr Pulnikow
Straßenrennen, Einzel: DNF
- Mychajlo Chalilow
Straßenrennen, Einzel: DNF
- Bohdan Bondarjew
1000 Meter Einzelverfolgung: 11. Platz
4000 Meter Mannschaftsverfolgung: 7. Platz
- Andrij Jazenko
4000 Meter Einzelverfolgung: 7. Platz
4000 Meter Mannschaftsverfolgung: 7. Platz
- Oleksandr Fedenko
4000 Meter Mannschaftsverfolgung: 7. Platz
- Serhij Matwjejew
4000 Meter Mannschaftsverfolgung: 7. Platz
- Oleksandr Symonenko
4000 Meter Mannschaftsverfolgung: 7. Platz
- Wassyl Jakowlew
Punkterennen: 4. Platz
- Natalija Kyschtschuk
Frauen, Straßenrennen, Einzel: 30. Platz

### Rhythmische Sportgymnastik
- Kateryna Serebrjanska
Einzel: Gold
- Olena Witrytschenko
Einzel: Bronze

### Ringen
- Andrij Kalaschnikow
Fliegengewicht, griechisch-römisch: Bronze
- Ruslan Chakymow
Bantamgewicht, griechisch-römisch: 4. Platz
- Hryhorij Komyschenko
Federgewicht, griechisch-römisch: 6. Platz
- Rustam Adschy
Leichtgewicht, griechisch-römisch: 13. Platz
- Artur Dsyhassow
Weltergewicht, griechisch-römisch: ??
- Wjatscheslaw Olijnyk
Halbschwergewicht, griechisch-römisch: Gold
- Heorhij Soldadse
Schwergewicht, griechisch-römisch: 7. Platz
- Petro Kotok
Superschwergewicht, griechisch-römisch: 4. Platz
- Wiktor Efteni
Papiergewicht, Freistil: 10. Platz
- Wolodymyr Tohusow
Fliegengewicht, Freistil: 10. Platz
- Aslanbek Fidarow
Bantamgewicht, Freistil: 14. Platz
- Elbrus Tedejew
Federgewicht, Freistil: Bronze
- Sasa Sasirow
Leichtgewicht, Freistil: Bronze
- Serhіj Gubrinjuk
Mittelgewicht, Freistil: 16. Platz
- Dschambulat Tedejew
Halbschwergewicht, Freistil: 5. Platz
- Sagid Murtasalijew
Schwergewicht, Freistil: 7. Platz
- Mirabi Walijew
Superschwergewicht, Freistil: 7. Platz

### Rudern
- Oleksandr Chimitsch
Einer: 19. Platz
- Oleksandr Martschenko
Doppelvierer: 7. Platz
- Oleksandr Saskalko
Doppelvierer: 7. Platz
- Mykola Tschupryna
Doppelvierer: 7. Platz
- Leonid Schaposchnykow
Doppelvierer: 7. Platz
- Jewhen Scharonin
Achter: 10. Platz
- Roman Hrynewytsch
Achter: 10. Platz
- Witalij Rajewskyj
Achter: 10. Platz
- Walerij Samara
Achter: 10. Platz
- Oleh Lykow
Achter: 10. Platz
- Ihor Martynenko
Achter: 10. Platz
- Ihor Mohylnyj
Achter: 10. Platz
- Oleksandr Kapustin
Achter: 10. Platz
- Hryhorij Dmytrenko
Achter: 10. Platz
- Tetjana Ustjuschanina
Frauen, Doppelzweier: 8. Platz
- Olena Reutowa
Frauen, Doppelzweier: 8. Platz
- Switlana Masij
Frauen, Doppelvierer: Silber
- Dina Miftachutdynowa
Frauen, Doppelvierer: Silber
- Inna Frolowa
Frauen, Doppelvierer: Silber
- Olena Ronschyna
Frauen, Doppelvierer: Silber

### Schießen
- Wiktor Makarow
Luftpistole: 12. Platz
Freie Scheibenpistole: 20. Platz
- Oleksandr Blisnjutschenko
Luftpistole: 12. Platz
Freie Scheibenpistole: 25. Platz
- Myroslaw Ihnatjuk
Schnellfeuerpistole: 9. Platz
- Oleh Mychajlow
Luftgewehr: 32. Platz
Kleinkaliber, Dreistellungskampf: 26. Platz
Kleinkaliber, liegend: 11. Platz
- Hennadij Awramenko
Laufende Scheibe: 15. Platz
- Jewhen Hecht
Laufende Scheibe: 15. Platz
- Dmytro Monakow
Trap: 45. Platz
- Lessja Leskiw
Frauen, Luftgewehr: 8. Platz
Frauen, Dreistellungskampf: 9. Platz
- Tetjana Nesterowa
Frauen, Luftgewehr: 29. Platz
Frauen, Dreistellungskampf: 8. Platz

### Schwimmen
- Jurij Wlassow
50 Meter Freistil: 11. Platz
- Pawlo Chnykin
50 Meter Freistil: 17. Platz
100 Meter Freistil: 6. Platz
100 Meter Schmetterling: 8. Platz
4 × 100 Meter Lagen: 9. Platz
- Rostyslaw Swanidse
100 Meter Freistil: 14. Platz
- Denys Sawhorodnyj
200 Meter Freistil: 42. Platz
1500 Meter Freistil: 24. Platz
- Ihor Snitko
400 Meter Freistil: 12. Platz
1500 Meter Freistil: 15. Platz
- Wolodymyr Nikolajtschuk
100 Meter Rücken: 19. Platz
4 × 100 Meter Lagen: 9. Platz
- Oleksandr Dschaburija
100 Meter Brust: 13. Platz
4 × 100 Meter Lagen: 9. Platz
- Dmytro Iwanussa
200 Meter Brust: 22. Platz
- Denys Sylantjew
100 Meter Schmetterling: 18. Platz
200 Meter Schmetterling: 6. Platz
4 × 100 Meter Lagen: 9. Platz
- Serhij Serhejew
200 Meter Lagen: 23. Platz
- Olena Lapunowa
Frauen, 200 Meter Freistil: 21. Platz
Frauen, 200 Meter Lagen: 29. Platz
- Switlana Bondarenko
Frauen, 100 Meter Brust: 4. Platz
Frauen, 200 Meter Brust: 17. Platz
- Natalija Solotuchina
Frauen, 100 Meter Schmetterling: 20. Platz
Frauen, 200 Meter Schmetterling: 20. Platz

### Segeln
- Maksym Oberemko
Windsurfen: 25. Platz
- Jurij Tokowy
Finn-Dinghy: 17. Platz
- Jewhen Braslawez
470er: Gold
- Ihor Matwijenko
470er: Gold
- Rodion Luka
Laser: 35. Platz
- Serhij Pryjmak
Tornado: 17. Platz
- Jewhen Tschelombitko
Tornado: 17. Platz
- Serhij Pitschuhin
Soling: 7. Platz
- Serhij Chajndrawa
Soling: 7. Platz
- Wolodymyr Korotkow
Soling: 7. Platz
- Olena Pacholtschyk
Frauen, 470er: Bronze
- Ruslana Taran
Frauen, 470er: Bronze

### Turnen
- Rustam Scharipow
Einzelmehrkampf: 8. Platz
Mannschaftsmehrkampf: Bronze 
Barren: Gold 
Boden: 38. Platz in der Qualifikation
Pferdsprung: 9. Platz in der Qualifikation
Reck: 44. Platz in der Qualifikation
Ringe: 16. Platz in der Qualifikation
Seitpferd: 23. Platz in der Qualifikation
- Oleksandr Switlytschnyj
Einzelmehrkampf: 6. Platz
Mannschaftsmehrkampf: Bronze 
Barren: 29. Platz in der Qualifikation
Boden: 14. Platz in der Qualifikation
Pferdsprung: 37. Platz in der Qualifikation
Reck: 64. Platz in der Qualifikation
Ringe: 10. Platz in der Qualifikation
Seitpferd: 29. Platz in der Qualifikation
- Ihor Korobtschinskyj
Einzelmehrkampf: 15. Platz in der Qualifikation
Mannschaftsmehrkampf: Bronze 
Barren: 15. Platz in der Qualifikation
Boden: 54. Platz in der Qualifikation
Pferdsprung: 7. Platz
Reck: 26. Platz in der Qualifikation
Ringe: 49. Platz in der Qualifikation
Seitpferd: 63. Platz in der Qualifikation
- Oleh Kossjak
Einzelmehrkampf: 83. Platz in der Qualifikation
Mannschaftsmehrkampf: Bronze 
Barren: 57. Platz in der Qualifikation
Boden: 98. Platz in der Qualifikation
Pferdsprung: 87. Platz in der Qualifikation
Reck: 31. Platz in der Qualifikation
Ringe: 47. Platz in der Qualifikation
Seitpferd: 101. Platz in der Qualifikation
- Jurij Jermakow
Einzelmehrkampf: 100. Platz in der Qualifikation
Mannschaftsmehrkampf: Bronze 
Barren: 22. Platz in der Qualifikation
Boden: 97. Platz in der Qualifikation
Reck: 46. Platz in der Qualifikation
Ringe: 99. Platz in der Qualifikation
Seitpferd: 34. Platz in der Qualifikation
- Hryhorij Missjutin
Einzelmehrkampf: 106. Platz in der Qualifikation
Mannschaftsmehrkampf: Bronze 
Boden: 8. Platz
Pferdsprung: 30. Platz in der Qualifikation
Ringe: 98. Platz in der Qualifikation
Seitpferd: 99. Platz in der Qualifikation
- Wolodymyr Schamenko
Mannschaftsmehrkampf: Bronze 
Barren: 20. Platz in der Qualifikation
Boden: 46. Platz in der Qualifikation
Pferdsprung: 49. Platz in der Qualifikation
Reck: 27. Platz in der Qualifikation
Ringe: 25. Platz in der Qualifikation
Seitpferd: 48. Platz in der Qualifikation
- Lilija Podkopajewa
Frauen, Einzelmehrkampf: Gold 
Frauen, Mannschaftsmehrkampf: 5. Platz
Frauen, Boden: Gold 
Frauen, Pferdsprung: 19. Platz in der Qualifikation
Frauen, Schwebebalken: Silber 
Frauen, Stufenbarren: 5. Platz
- Ljubow Scheremeta
Frauen, Einzelmehrkampf: 22. Platz
Frauen, Mannschaftsmehrkampf: 5. Platz
Frauen, Boden: 20. Platz in der Qualifikation
Frauen, Pferdsprung: 46. Platz in der Qualifikation
Frauen, Schwebebalken: 20. Platz in der Qualifikation
Frauen, Stufenbarren: 29. Platz in der Qualifikation
- Swetlana Zelepukina
Frauen, Einzelmehrkampf: 23. Platz
Frauen, Mannschaftsmehrkampf: 5. Platz
Frauen, Boden: 34. Platz in der Qualifikation
Frauen, Pferdsprung: 28. Platz in der Qualifikation
Frauen, Schwebebalken: 16. Platz in der Qualifikation
Frauen, Stufenbarren: 25. Platz in der Qualifikation
- Hanna Mirhorodska
Frauen, Einzelmehrkampf: 21. Platz in der Qualifikation
Frauen, Mannschaftsmehrkampf: 5. Platz
Frauen, Boden: 15. Platz in der Qualifikation
Frauen, Pferdsprung: 24. Platz in der Qualifikation
Frauen, Schwebebalken: 33. Platz in der Qualifikation
Frauen, Stufenbarren: 38. Platz in der Qualifikation
- Oksana Knyschnyk
Frauen, Einzelmehrkampf: 83. Platz in der Qualifikation
Frauen, Mannschaftsmehrkampf: 5. Platz
Frauen, Boden: 28. Platz in der Qualifikation
Frauen, Pferdsprung: 18. Platz in der Qualifikation
Frauen, Schwebebalken: 23. Platz in der Qualifikation
- Olena Schaparna
Frauen, Einzelmehrkampf: 85. Platz in der Qualifikation
Frauen, Mannschaftsmehrkampf: 5. Platz
Frauen, Boden: 40. Platz in der Qualifikation
Frauen, Pferdsprung: 31. Platz in der Qualifikation
Frauen, Stufenbarren: 44. Platz in der Qualifikation
- Olga Teslenko
Frauen, Einzelmehrkampf: 96. Platz in der Qualifikation
Frauen, Mannschaftsmehrkampf: 5. Platz
Frauen, Schwebebalken: 5. Platz
Frauen, Stufenbarren: 16. Platz in der Qualifikation

### Volleyball (Halle)
- Frauenteam
11. Platz
- Kader
Olga Kolomijets
Vita Mateschyk
Marija Poliakowa
Olena Sydorenko
Tatjana Iwanjuschkina
Regina Myloserdowa
Alla Krawez
Olga Pawlowa
Natalija Boschenowa
Oleksandra Fomina
Julia Bujewa
Olena Krywonosowa

### Wasserball
- Herrenteam
12. Platz
- Kader
Dmytro Andrijew
Ihor Horbatsch
Vadim Kebalo
Witalij Chaltschayzkyj
Wjatscheslaw Kostanda
Andriy Kovalenko
Oleksandr Potulnyzkyj
Wadym Roschdestwenskyj
Wadym Skuratow
Anatolij Solodun
Dmitri Stratan
Oleh Wolodymyrow
Oleksij Jehorow

### Wasserspringen
- Roman Wolodkow
Kunstspringen: 11. Platz
Turmspringen: 20. Platz
- Maksym Lapyn
Kunstspringen: 23. Platz
- Oleg Jantschenko
Turmspringen: 26. Platz
- Olena Schupina
Frauen, Kunstspringen: 5. Platz
Frauen, Turmspringen: 6. Platz
- Irina Pissarewa
Frauen, Kunstspringen: 12. Platz
- Switlana Serbina
Frauen, Turmspringen: 14. Platz